# Picard (entreprise allemande)
Pour les articles homonymes, voir Picard (homonymie).
La société en commandite PICARD Lederwaren GmbH & Co. est un fabricant d'articles de maroquinerie basé à Obertshausen. Elle commercialise ses produits sous la marque PICARD. Outre son siège d'Obertshausen, elle possède également des usines au Bangladesh, en Chine et en Tunisie.

## Histoire
L'entreprise a été créée en 1928 par Martin Picard et ses fils, Edmund et Alois. Elle a été inscrite au registre du commerce sous le nom de Picard Lederwarenfabrik & Fils. En 1935, elle a été la première à lancer la fabrication en série d'articles de maroquinerie. À cette époque, elle employait 100 personnes. Une nouvelle usine a ensuite vu le jour à Obertshausen en 1949. À la fin des années 1960, plus de 1 000 personnes travaillaient sur ce site.
Dans les années 1970, à l'instar des autres entreprises du secteur de la maroquinerie établies dans la région d'Offenbach, Picard a souffert des importations en provenance d'Amérique du Sud et d'Extrême-Orient. Une grande partie de la production a donc été délocalisée en Tunisie en 1976. En 1982, Picard s'est doté d'une nouvelle usine en Chine, avant d'ouvrir un site de production au Bangladesh en 1995. Au début des années 1980, la marque a de nouveau enregistré une croissance de son chiffre d'affaires. Le 21 octobre 2013, elle a inauguré son douzième magasin sur le Kurfürstendamm, la grande artère commerçante de Berlin.

## L'entreprise
En 2008, l'entreprise Picard a réalisé un chiffre d'affaires de 30 millions d'euros, les exportations représentant 28 pour cent. Elle emploie 170 personnes en Allemagne, quelque 400 personnes en Tunisie et en Chine, et 1 200 personnes au Bangladesh (août 2011).

## Produits
Picard renouvelle sa collection quatre fois par an, en proposant notamment une ligne affaires principalement fabriquée en Allemagne.

## Évènements
- 2013 : Lederwaren im Wandel der Zeit - 85 Jahre Firma Picard (La maroquinerie au fil du temps - les 85 ans de la marque Picard), exposition au musée de l'atelier Picard, Obertshausen.